# Металургійний комбінат в Арзу
Металургійний комбінат в Арзу – підприємство чорної металургії Алжиру, яке працює на північному заході країни в потужному індустріальному центрі Арзу, в районі Bethioua. Станом на середину 2020-х найпотужніший металургійний майданчик Алжиру.
Проект реалізувала турецька Tosyali Holding через свою дочірню компанію Tosyali Industrie du Fer et de l’Acier Algérie (Tosyali Algeria).
В 2013-му ввели в дію першу чергу, розраховану на переробку скрапу. Вона отримала електросталеплавильну піч річною потужністю 1,5 млн тонн та два прокатний стан для випуску будівельної арматури та потужністю 1,2 млн тонн на рік. У 2015-му додали прокатний стан для котанки з показником 0,6 млн тонн на рік.
У 2018-му стала до ладу друга черга, що отримала повний цикл металургійного виробництва:
- лінію котунів потужністю 4 млн тонн на рік. Необхідну для неї залізну руду імпортують через власний термінал, що може приймати суднові партії об’ємом 200 тисяч тон зі швидкістю розвантаження 45 тисяч тон на добу;
- установку прямого відновлення заліза, що використовує технологію MIDREX та має річну потужність у 2,5 млн тон. Установка може видавати продукцію в холодному та гарячому вигляді, при цьому у другому варіанті вона транспортується по спеціальному конвеєру прямо до сталеплавильного переділу, що дозволяє забезпечити високу енергоефективність; 
- 240-тонні електродугова піч та піч-ківш та машина безперервного виливу сортової заготовки, які мають потужність по 2,3 млн тон сталі на рік. Отримана заготовка може подаватись у гарячому вигляді на прокатні стани, що також підвищує ефективність процесу;
- два прокатні стани, розраховані на випуск будівельної арматури, з річними показниками 1,2 млн та 0,75 млн тонн.
Крім того, в 2019-му майданчик доповнили виробництвом зварних труб потужністю 0,4 млн тон на рік.
На 2024-й запланований запуск третьої черги, що матиме завод котунів продуктивністю 4 млн тон, установку прямого відновлення заліза з показником 2,5 млн тон, електросталеплавильну піч потужністю 2,4 млн тон та прокатний стан, розрахований на випуск 2 млн тон листового прокату (в 2025-му їх мають доповнити стан холодної прокатки на 0,8 млн тон та лінію нанесення гальванічного покриття продуктивністю 0,4 млн тон на рік).
Технологія прямого відновлення потребує великих обсягів природного газу, що надходить до регіону по газотранспортному коридору Хассі-Р'Мель – Арзу. 
Існують плани залучити до виробничого процесу продукцію алжирського рудника Гара-Джебілет, який створюється у глибині пустелі Сахара. Зокрема, Tosyali Algeria отримала в місті Беiар майданчик, на якому планується виробляти з руди Гара-Джебілет залізорудний концентрат.